# Mortal Kombat 11
Mortal Kombat 11 é um jogo eletrônico de luta de 2019 desenvolvido pela NetherRealm Studios e publicado pela Warner Bros. Interactive Entertainment. É a décima primeira edição principal da série de jogos eletrônicos de luta, Mortal Kombat, e uma continuação direta de Mortal Kombat X (2015). Um trailer de anúncio do jogo foi lançado durante o The Game Awards 2018. O jogo foi lançado em 23 de abril de 2019, para Microsoft Windows, Nintendo Switch, PlayStation 4 e Xbox One. Mortal Kombat 11 é um jogo de luta em que dois jogadores lutam um contra o outro, usando uma enorme variedade de ataques. Além de incluir várias mecânicas usadas em capítulos anteriores, em Mortal Kombat 11 cada lutador tem três ‘variações’ predefinidas pelos desenvolvedores, cada uma com o seu próprio estilo e lista de movimentos e com possibilidade de modificá-las e adicionar mais estilos definidos pelo próprio jogador. Mortal Kombat 11 tem vários modos, como o modo história que se passa logo após os acontecimentos ocorridos no jogo anterior, numerosos modos online, como a novidade Liga de Kombate, e a 'Kripta', em que o jogador usa uma perspectiva na primeira pessoa e tem de explorar a Ilha de Shang Tsung para desbloquear várias recompensas, como skins, Brutalities, artes conceituais, equipamentos, entre outros.
Após o lançamento, as versões para console de Mortal Kombat 11 receberam críticas geralmente favoráveis, que elogiaram a jogabilidade, a história, os gráficos e o netcode aprimorado, mas receberam críticas pela presença de microtransações e dependência excessiva de moagem. Uma expansão foi lançada em 26 de maio de 2020, intitulada Aftermath. Inclui um modo de história adicional, três novos personagens, novos estágios e o retorno dos Stages Fatalities e do movimento de finalização de Friendship. Uma versão aprimorada do jogo contendo todo o conteúdo para download até então, intitulada Mortal Kombat 11: Ultimate, foi lançada para Nintendo Switch, PlayStation 4, PlayStation 5, Xbox One e Xbox Series X/S em 17 de novembro de 2020. Uma sequência e reboot da série, Mortal Kombat 1, foi lançada em 19 de setembro de 2023.

## Desenvolvimento
No trailer de lançamento, Raiden (similar ao Raiden Sombrio) é visto lutando contra Scorpion em uma versão destruída do cenário O Pátio de Shang Tsung, original do primeiro título Mortal Kombat. Depois de ser derrotado por Raiden com um Fatality, Scorpion volta a aparecer, desta vez com um traje parecido com os clássicos de 3, e derrota Raiden, finalizando-o também com um Fatality. Durante a luta, Raiden é visto empunhando o bastão, o mesmo que usa durante o modo história de Mortal Kombat X, só que vermelho, enquanto o Scorpion utiliza as suas kunais e uma katana, que agora está na cintura e não mais nas costas. Nos momentos finais do trailer, uma personagem desconhecida é vista olhando para uma ampulheta gigante com o fluxo inverso (a areia sobe ao invés de descer). Anuncia-se também a pré-venda do jogo que garante acesso ao Shao Kahn como um personagem DLC jogável, e para o teste Beta do jogo, que esteve disponível em 28 de março.

## Sinopse

### Mortal Kombat 11
Dois anos após os evento de Mortal Kombat X, Kronika, a Titã do Tempo e mãe do deus Shinnok, põe em prática um plano de reiniciar a história usando a Ampulheta, um artefato capaz de controlar livremente o tempo, motivada pela mudança que Raiden causou na linha do tempo com a mensagem "Ele deve vencer" em Mortal Kombat (2011). Para isso, ela traz para o presente as versões do passado de personagens tanto da Exoterra quanto do Plano Terreno e alia-se aos corrompidos do presente, aos Lin Kuei cibernéticos e a Shao Khan, ressucitados pelos poderes de Kronika. Cabe aos guerreiros do presente e do passado se unirem para frustrar o plano da vilã.

### Aftermath
Após o reinício do tempo e derrota de Kronika por Liu Kang Deus do Fogo, ele se torna o novo Guadião do Tempo e, junto a Raiden, prepara-se para dar prosseguimento à história. Porém o deus Fujin, o xamã Nightwolf e o feiticeiro Shang Tsung surgem para alertar Liu Kang e Raiden sobre a necessidade da coroa de Kronika para controlar a Ampulheta de forma segura, sem pôr em risco a destruição da mesma e, com isso, do próprio tempo. Porém, com o artefato detruído por Liu Kang em seu conflito com a Titã, o feiticeiro sugere que o deus envie os três para o passado, quando a coroa estava desprotegida, na ilha de Shang Tsung. Sem escolha, Liu Kang deve seguir o plano de seu inimigo mortal.

## Jogabilidade
Assim como nos jogos anteriores da série, Mortal Kombat 11 é um jogo eletrônico de combate em que dois jogadores lutam um contra o outro ou contra uma inteligência artificial numa variedade de ataques, movimentos especiais e finalizações que marcam a série.  A “barra especial”, incluída pela primeira vez em Mortal Kombat (2011) foi reconstituída, agora dispõe de duas barras verticais e duas horizontais, onde as verticais são para ataques evasivos ou de defesa e as horizontais permitem que os jogadores façam várias técnicas amplificadas, tais como: quebrar golpes, golpear com mais força. Diferente do antecessor, agora Mortal Kombat 11 não tem os ataques de X-Ray, essa mecânica deu lugar aos ataques Fatal Blow, igualmente poderosos, mas somente disponíveis uma vez por partida e quando a barra de vida do personagem chega a 30%. Foi incluído também o Krushing Blow, na versão em português foi localizado como Golpes Esmagadores que, após seguir determinada característica, como punir o oponente por exemplo, ativa esse ataque e o mesmo causa mais dano, podendo mostrar os ossos ou órgãos do oponente quebrando e/ou rompendo. E novamente os lutadores podem interagir com os cenários, como por exemplo, usar partes do cenário como armas.
Mortal Kombat 11 traz de volta os Brutalities e os Brutalities de Cenário, um movimento de finalização que, semelhante ao Mortal Kombat X, são ativados em certas condições, como ganhar um round com um lançamento ou não usar o bloqueio durante o combate. Cada personagem tem cerca de 10 Brutalities e a cada nova atualização, novos são adicionados. O "Quitality" também retorna, finalização esta que mata instantaneamente o jogador se ele desistir de um combate no modo online, explodindo sua cabeça ou seu corpo ou sendo empalado por uma pedra.
Em Mortal Kombat 11, cada um dos lutadores tem três variações de lutas, cada uma com a sua própria lista de movimentos predefinidas pelos desenvolvedores, que são as únicas possíveis de serem jogadas em modos rankeados, de torneios online e em competições de Pro Players, mas é possível que o jogador as modifique e crie novas variações, completamente personalizadas, que não podem ser usadas nos modos citados anteriormente.
O jogo inclui os modos "1 vs. 1 Rankeado", "Rei do Pedaço", "Sobrevivente",  "Torres do Tempo" e "Torres Klássicas". Outros modos já conhecidos de jogos anteriores também estão presentes, por exemplo a "Kripta", que utiliza um tema sombrio e possibilita que o jogador destrave conteúdos extras por meio de três moedas fictícias obtida ao longo das lutas, os corações, os fragmentos de alma e as moedas de ouro. Tem ainda os Kristais do Tempo, que servem para comprar conteúdos específicos na loja. Mortal Kombat 11 introduz um novo modo online persistente na série: Liga de Kombate. Neste modo jogadores online jogam por classificações, estas que liberam skins e equipamentos exclusivos deste modo, além de Kristais do Tempo e as outras moedas. Cada Liga fica ativa por cerca de 5 semanas, nela o jogador passa por nove rankingsː Aprendiz, Kombatente, Guerreiro, Campeão, Mestre, Grão Mestre, Semideus, Deus e Deus Ancestral, respectivamente. A cada ranking um equipamento é desbloqueado e a cada três rankins, uma skin é desbloqueada. Uma das quatro skins exclusivas por Liga é conquistada ao concluir os desafios da Liga.
Em 6 de Maio de 2020, foi anunciada a primeira expansão do jogo chamada Mortal Kombat 11ː Aftermath. Ela traz quatro novos cenários de luta, a volta dos Stage Fatalities e a finalização clássica Friendship gratuitamente para todos os jogadores. Além de uma expansão que traz três novos personagens (Fujin, Sheeva e RoboCop), novos pacotes de skins e equipamentos para alguns personagens e uma continuação para o modo história incluindo os personagens da franquia que já haviam sido lançados como DLC além dos novos (Fujin, Nightwolf, Shang Tsung, Sheeva e Sindel) que continua no final intermediário, onde Liu Kang derrota a Kronika e obtém a ajuda de Raiden pra remodelar o universo.
Em 8 de Outubro de 2020, foram revelados um segundo pack de lutadores que incluem: Mileena, Rain e Rambo.

## Personagens

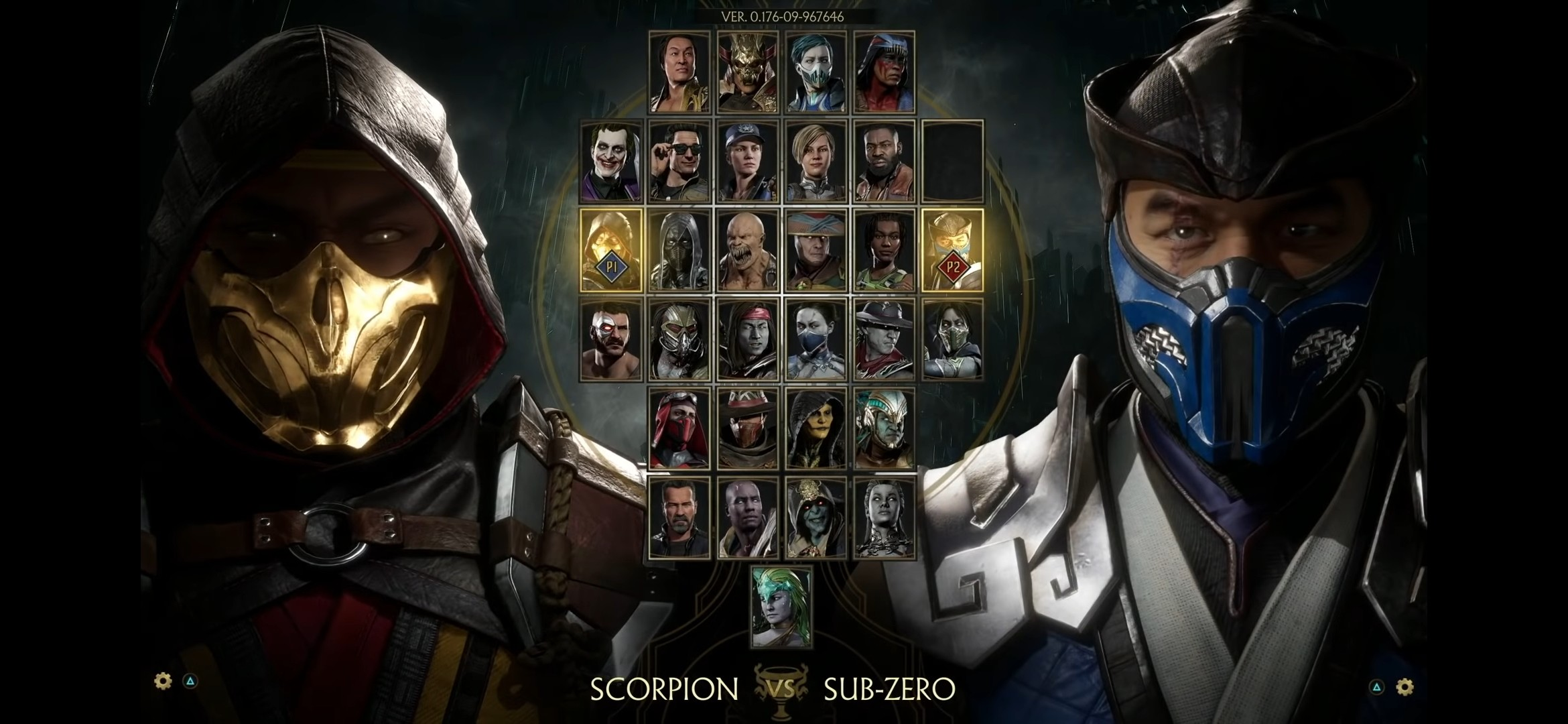
Tela de seleção de personagens

A lista de personagens jogáveis em Mortal Kombat 11 inclui alguns dos klássicos que estiveram presentes no antecessor ou em outros jogos anteriores, além de outros inéditos. O jogo também apresenta personagens adicionais disponíveis como conteúdo para download (DLC).
| Todos os personagens | Todos os personagens | Todos os personagens |
| Clássicos            | Novos                | DLCs                 |
| -------------------- | -------------------- | -------------------- |
| Baraka               | Cetrion              | Fujin                |
| Cassie Cage          | Geras                | Mileena              |
| D'Vorah              | Kollector            | Nightwolf            |
| Erron Black          | Kronika              | O Coringa            |
| Frost                |                      | O Exterminador       |
| Jacqui Briggs        |                      | Rain                 |
| Jade                 |                      | Rambo                |
| Jax Briggs           |                      | RoboCop              |
| Johnny Cage          |                      | Shang Tsung          |
| Kabal                |                      | Shao Kahn            |
| Kano                 |                      | Sheeva               |
| Kitana               |                      | Sindel               |
| Kotal Kahn           |                      | Spawn                |
| Kung Lao             |                      |                      |
| Liu Kang             |                      |                      |
| Noob Saibot          |                      |                      |
| Raiden               |                      |                      |
| Scorpion             |                      |                      |
| Skarlet              |                      |                      |
| Sonya Blade          |                      |                      |
| Sub-Zero             |                      |                      |

## Marketing e lançamento
O jogo foi lançado em 23 de abril de 2019, no Microsoft Windows, Nintendo Switch, PlayStation 4 e Xbox One, com um port Stadia sendo lançada no final do ano, em 19 de novembro de 2019. Em 22 de março de 2022, quase três anos após o lançamento do jogo, um patch foi lançado para a versão para PC, removendo dela o Denuvo Anti-Tamper, entre outras pequenas alterações. A McFarlane Toys produziu uma linha de bonecos de ação para promover o jogo.
O lançamento físico de Mortal Kombat 11: Aftermath, lançado em junho de 2020, foi o último jogo publicado sob o selo WB Games, após  a reformulação da marca corporativa da Warner Bros. em 2019. Mortal Kombat 11: Ultimate, lançado no mesmo ano que Aftermath DLC, foi publicado sob o selo Warner Bros. Games, e usou o logotipo do escudo desenhado pela Pentagram, introduzido pela primeira vez em 2019, substituindo o logotipo da WB Games usado desde 2010.

### Conteúdo disponível para download
Na C2E2 em 22 de março de 2019, Shang Tsung foi anunciado como o primeiro personagem para download, que estava retornando do reboot de 2011. O personagem apresentava a voz e a semelhança de Cary-Hiroyuki Tagawa, que o retratou no filme Mortal Kombat de 1995 e na segunda temporada de Mortal Kombat: Legacy. Em 31 de maio de 2019, cinco lutadores adicionais foram anunciados para serem lançados no primeiro Kombat Pack com Shang Tsung. Três dos personagens confirmados foram Nightwolf e Sindel, ambos retornando do jogo Mortal Kombat de 2011, e Spawn da Image Comics de Todd McFarlane, como personagem convidado com Keith David reprisando o papel-título da série animada da HBO Todd McFarlane's Spawn. Em fevereiro de 2015, McFarlane concedeu à NetherRealm uma janela limitada de permissão para usar Spawn como personagem convidado em seus títulos. No entanto, em abril de 2015, Ed Boon revelou que Spawn havia sido discutido como um possível personagem convidado no início do desenvolvimento, mas que ele não sabia que McFarlane havia feito a oferta até depois do lançamento de Mortal Kombat X. Levando a um Reddit AMA em dezembro de 2018, onde McFarlane sugeriu que Spawn estaria em Mortal Kombat 11. O trailer do jogo com Spawn foi lançado em 8 de março de 2020, durante o torneio "Final Kombat", onde David participou do evento como convidado ao lado da estreia do trailer da faixa vermelha do filme de animação Mortal Kombat Legends: Scorpion's Revenge.
Em 21 de agosto, os dois personagens convidados restantes foram revelados como o modelo T-800 da franquia Exterminador do Futuro e o Coringa da DC Comics, marcando seu retorno à série desde Mortal Kombat vs. DC Universe após ser um personagem jogável na série Injustice, com o dublador Richard Epcar reprisando o papel de ambos.